# جون اوويري
جون اوويري (بالإنجليزية: John Owoeri)‏ (13 يناير 1987 بأبوجا في نيجيريا - ) هو لاعب كرة قدم نيجيري في مركز الهجوم. شارك مع منتخب نيجيريا تحت 20 سنة لكرة القدم ومنتخب نيجيريا لكرة القدم. أما مع النوادي، فقد لعب مع أتفدابيرجس والنادي الإسماعيلي وبيندل إنشورانس وصن شاين ستارز وفاينورد ونادي إنييمبا إنترناشونال ونادي فيسترلو ونادي هارتلاند ونادي هكن وواري وولفز.

## وصلات خارجية
- جون اوويري على موقع الاتحاد الدولي (مؤرشف)  (الإنجليزية)
- جون اوويري على موقع اتحاد السويد (السويدية)
- جون اوويري على موقع قاعدة بيانات كرة القدم.إي يو (الإنجليزية)
- جون اوويري على موقع ناشيونال فوتبول تيمز (الإنجليزية)
- جون اوويري على موقع Soccerway.com (الإنجليزية)
- جون اوويري على موقع عالم كرة القدم.نت (الإنجليزية)